# Hugo Boettinger
Hugo Boettinger (30. dubna 1880, Plzeň – 9. prosince 1934, Praha) byl český malíř, grafik, karikaturista, loutkář a ilustrátor. Dekorativní naturalismus a akademismus později obohatil o snahu zachytit taneční či sportovní pohyb. Své karikatury uveřejňoval pod pseudonymem Dr. Desiderius.

## Život a dílo
Narodil se v rodině fotografa Josefa Böttingera (1839–1914). Jeho předčasně zesnulý starší bratr Jindřich (1868–1886) se rovněž věnoval malířství. Po něm převzal přezdívku Dr. Desiderius. Pod touto přezdívkou lze nalézt jeho obrázky na titulních stránkách časopisu Pražský ilustrovaný zpravodaj.
Vystudoval reálné gymnázium v Praze a od roku 1895 studoval na Uměleckoprůmyslové škole v Praze u profesorů Felixe Jeneweina a Emanuela Krescence Lišky. V roce 1898 přešel na Akademii, kde pokračoval ve studiu u profesora Maxmiliána Pirnera. Při studiích se spřátelil s malířem T. F. Šimonem. V letech 1903–1906 cestoval po Anglii, Francii, Belgii a Nizozemsku. Časně se oženil se svou láskou Růženou Ottovou, dcerou nakladatele Jana Otta. Po návratu do vlasti žil v Praze, kde působil na Akademii výtvarných umění a stal se členem spolků Mánes, Hollar a členem České akademie věd a umění. Členem SVU Mánes byl od roku 1898, v roce 1930 ze spolku vystoupil.
Záliba v hudbě se projevila i řadou portrétů jeho současníků, hudebníků, mezi které patřili František Ondříček, Vítězslav Novák, Josef Suk starší, Václav Talich, Václav Štěpán a další. Díky Boettlingerovým karikaturám a humorným kresbám se zachoval obrazový doklad společenského a zejména hudebního života první poloviny 20. století. Podstatnou část jeho tvorby tvořily akty mladých dívek a žen, které zobrazoval většinou ve skupinách a v přírodním prostředí lesa, na břehu řeky, při koupání apod. Známé jsou také jeho litografie, z nichž soubory Amor a Psyche vyšly tiskem v roce 1923, nebo portrét prezidenta Masaryka.
Zemřel v Praze 9. prosince 1934 a je i se svojí ženou Růženou (1887–1964) pohřben na Vinohradském hřbitově. Manželka ho přežila o 30 let a po jeho smrti se znovu vdala za MUDr. Josefa Pelnáře.

### Významná díla (výběr)
- 1902 ilustroval knihu Útěcha srdce (sepsal Xaver Dvořák)
- kolem roku 1910 Koupání
- 1910 album Karikatury, vydal nakl. Jan Otto
- 1911 Příchod jara (Jaro)
- 1913 Dívky na pláži
- 1918 Plavovlasá dívka (Mládí)
- 1918 Autoportrét s paní
- 1921 Na kládách
- 1922 cyklus 19 litografií Amor a Psýché
- 1924 Koupající se dívky
- 1929 Ležící dívčí akt
- 1932 Tři Gracie

### Zastoupení ve sbírkách
- České muzeum výtvarných umění, Praha (nyní GASK Kutná Hora)
- Galerie Benedikta Rejta, Louny
- Galerie hlavního města Prahy
- Severočeská galerie výtvarného umění v Litoměřicích
- Galerie výtvarného umění v Chebu
- Galerie výtvarného umění v Ostravě
- Galerie výtvarného umění v Náchodě
- Galerie moderního umění v Hradci Králové
- Oblastní galerie v Liberci
- Galerie umění Karlovy Vary
- Alšova jihočeská galerie v Hluboké nad Vltavou
- Západočeská galerie v Plzni
- Západočeské muzeum, Plzeň
- Muzeum umění Olomouc
- Muzeum a Galerie v Prostějově
- Památník národního písemnictví

### Galerie

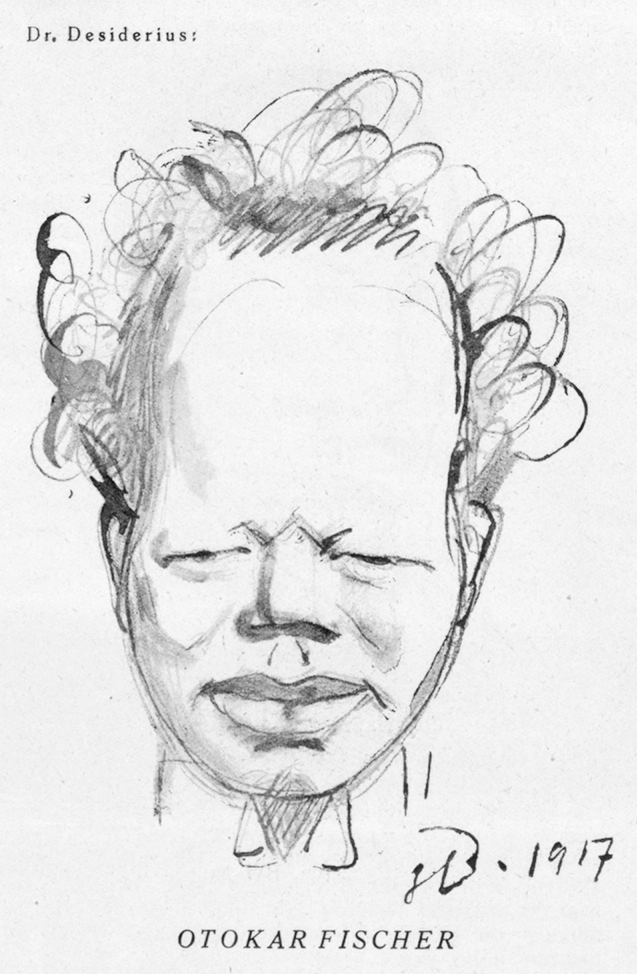
Karikatura Otokara Fischera (r. 1917)
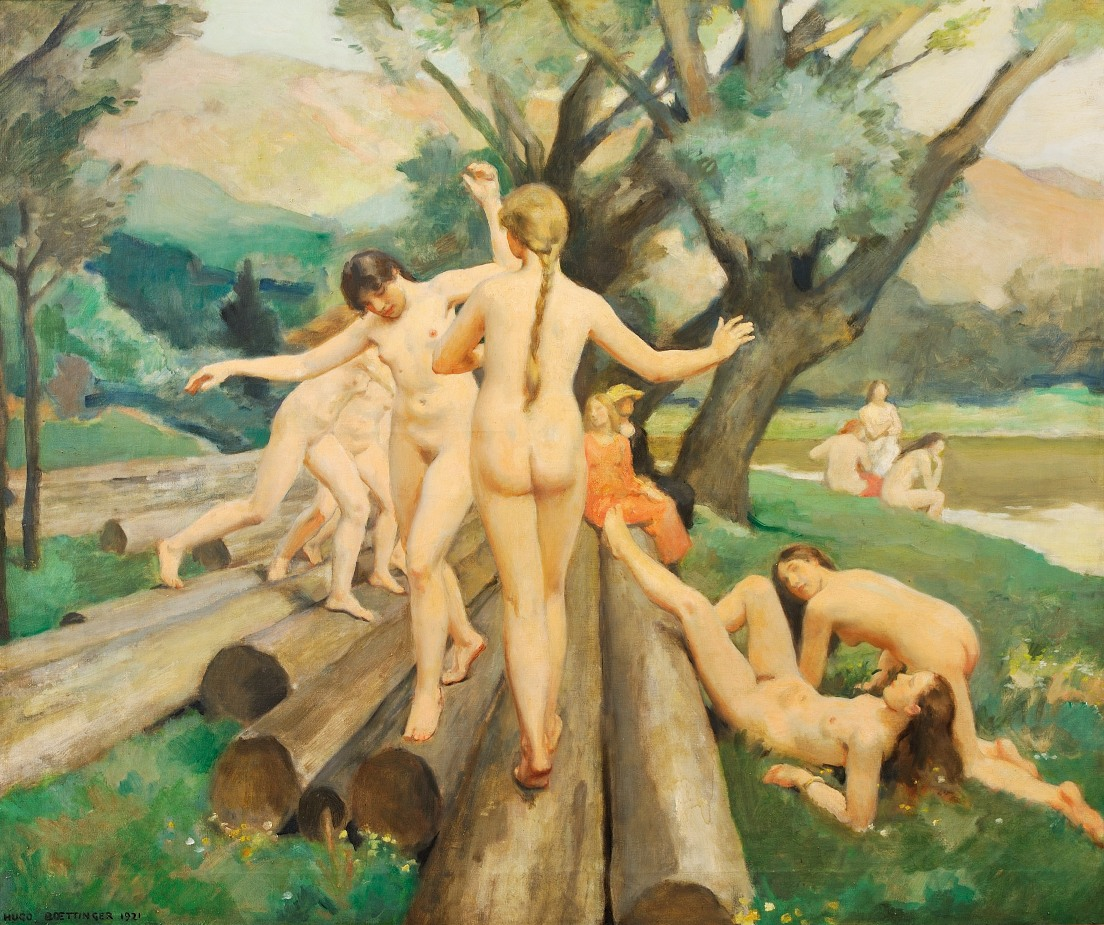
Obraz Na kládách z roku 1921.
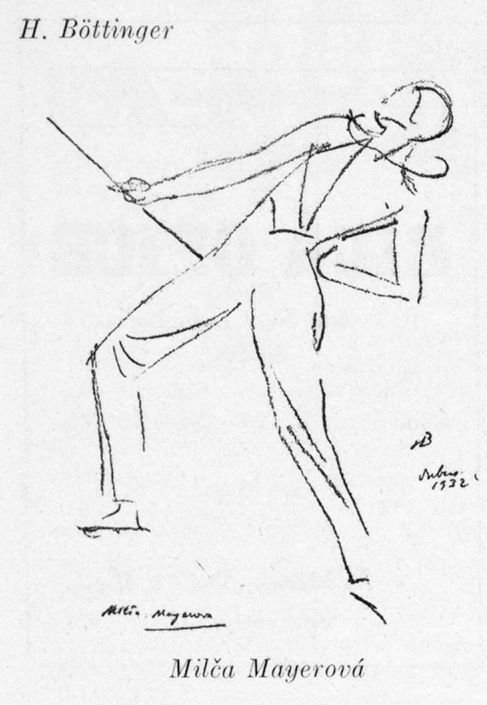
Skica tanečnice Milči Mayerové (r. 1932)
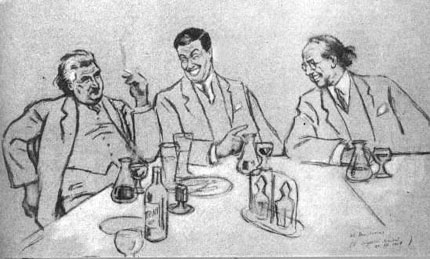
Dobrá pohoda české hudby – zleva Josef Suk, Václav Talich a Vítězslav Novák
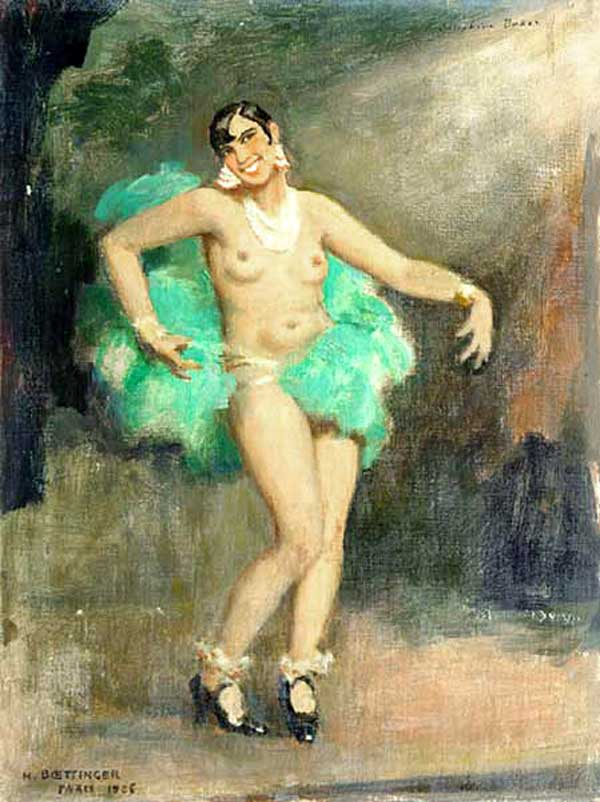
Josephine Baker (r. 1926)
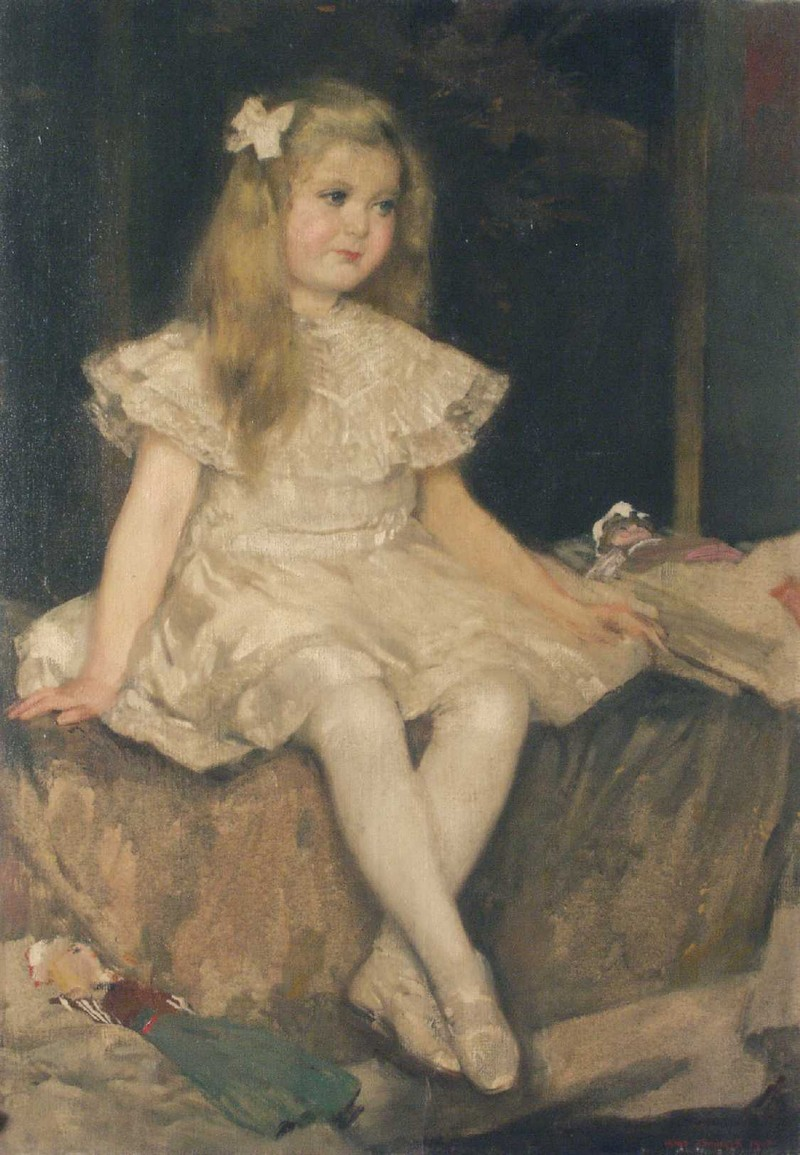
Dívenka s panenkou (r. 1907)
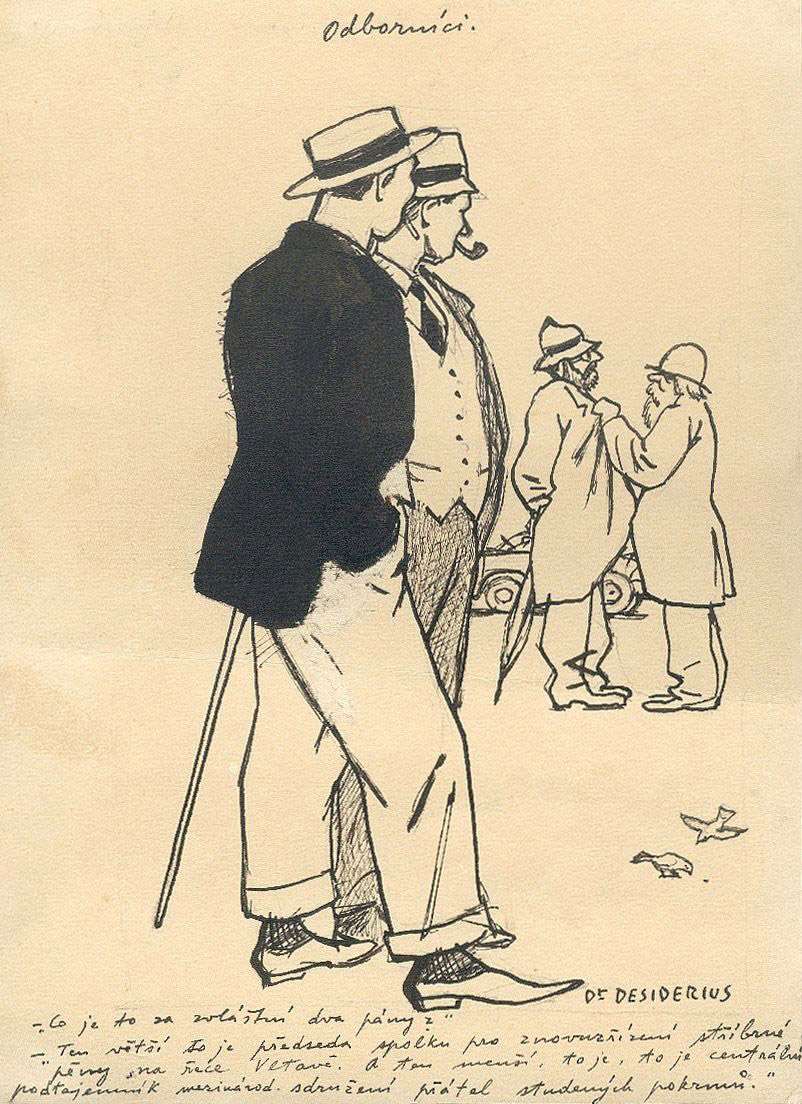
Odbornici
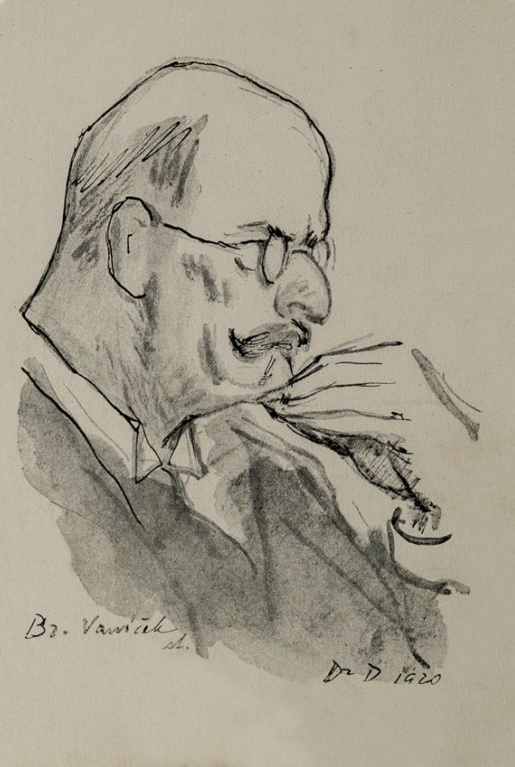
Karikatura sokolského písmáka Karla Vaníčka (r. 1920)
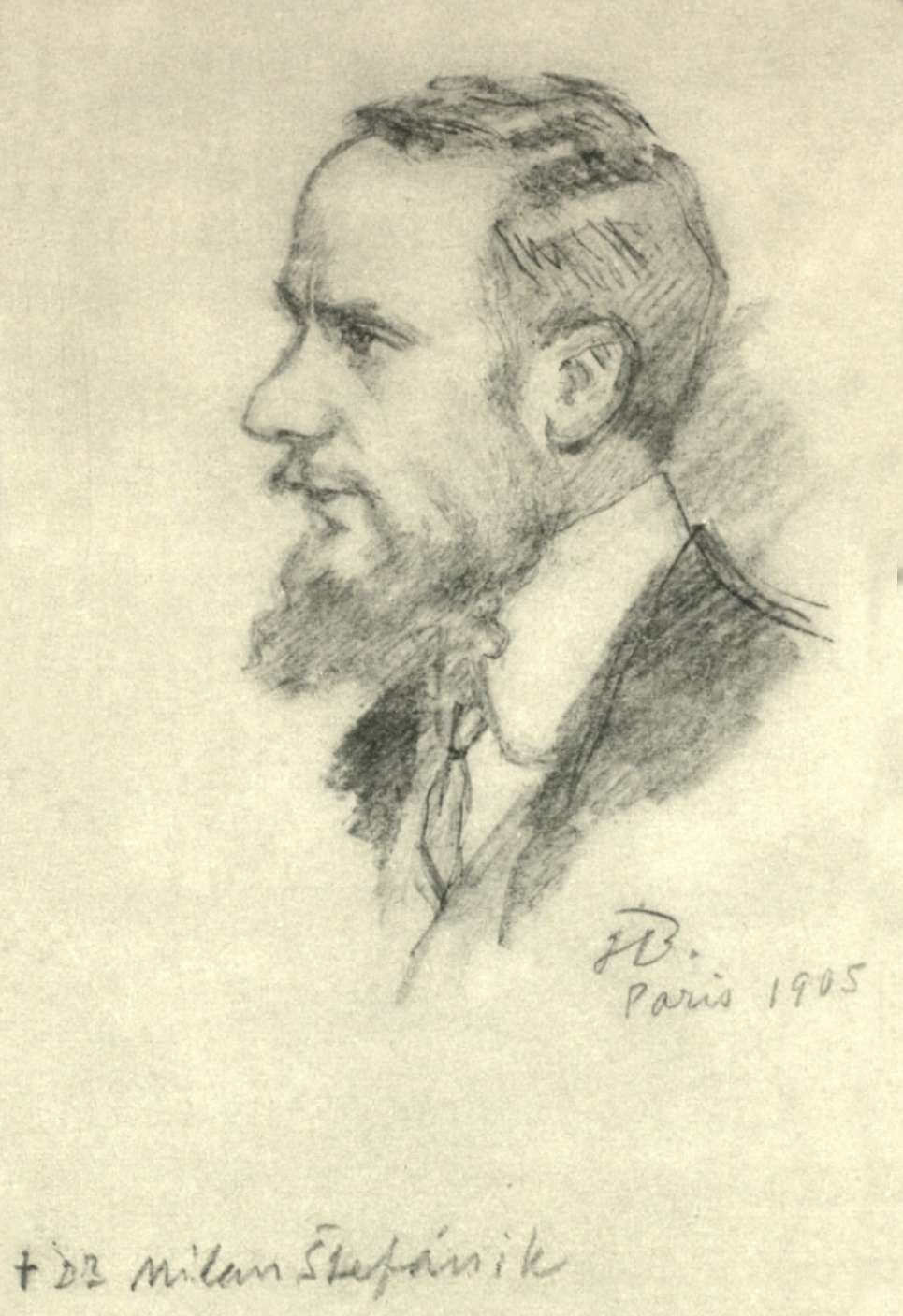
Milan Rastislav Štefánik, kresba tužkou (Paříž, r. 1905)